# 346e compagnie autonome de chars de combat
La 346e compagnie autonome de chars de combat est une unité de l'armée française formée en mai 1940 à partir de chars D2 utilisés pour l'instruction. Peu entraînée, la compagnie est employée auprès du 19e bataillon de chars de combat (19e BCC).

## Historique de la346eCACC
La 346e CACC à quant à elle été formée le 17 mai 1940 à La Bussière dans le Loiret à partir d'une compagnie du 106e BIC (bataillon d'instruction de chars). Affectée tout d'abord à la 2e DCr, elle est finalement mutée le 25 mai à la 4e DCr et rejoint le 19e BCC. Constituée de personnel sans formation, la compagnie, aux ordres du capitaine Durand puis du capitaine Collot, est dépouillée de ses 10 chars flambant neufs et récupère le vieux matériel du 19e BCC. Les 10 chars sont affectés à la 345e CACC qui redevient le 1er juin 1940 la 1re compagnie du 19e BCC.
La 346e CACC est mise à la disposition du 19e BCC à compter du 6 juin.